# Chippewa megye (Michigan)
Chippewa megye az Amerikai Egyesült Államokban, azon belül Michigan államban található. Megyeszékhelye és legnagyobb városa Sault Ste. Marie. Lakosainak száma 36 785 fő (2020. április 1.). Chippewa megye Mackinac, Luce, Manitoulin District és Presque Isle megyékkel határos.

## Népesség
A megye népességének változása:
| Lakosok száma | 38 440 | 38 713 | 38 777 | 38 696 | 38 033 | 36 785 |
|               | 2010   | 2011   | 2012   | 2013   | 2015   | 2020   |